# I Did It for Love
〈I Did It For Love〉는 대한민국 여자 가수 보아의 노래로, 미국의 싱어송라이터 Sean Garrett이 피처링한 곡이다. 이 곡은 보아의 미국 두 번째 싱글로 데뷔 앨범《BoA》에서 리컷되었다. 프로듀싱, 작곡은 Garrett, Melvin K. Watson Jr. and Matthew I. Irby.이 담당했다. 2009년 6월 2일 발매했다.

## 개요
2009년 2월 17일, SM ENTERTAINMENT USA는 1분 30초 티저 뮤직비디오를 Myspace, Facebook, YouTube, Imeem, and iLike에 공개했다. 이 곡은 남자친구에게 상처받은 여자가 비록 남자친구가 자신을 떠났다하더라도, 계속 남자를 사랑하겠다는 내용이다.

## 제작진
- 보컬 : BoA, Sean Garrett
- 작사·작곡 : Sean Garrett, Melvin K. Watson Jr. and Matthew I. Irby.
- 프로듀서 : Sean "The Pen" Garrett, The Phantom Boyz

## 뮤직 비디오
"I Did it For Love"의 뮤직 비디오는 2009년 1월, 한국계 미국인 Joseph Kahn이 감독을 맡아 미국 할리우드 Ren-Mar 스튜디오에서 촤영되었다. 뮤직 비디오 공개는 2009년 4월 15일, 보아의 MySpace에서 공개하였다. 뮤직 비디오는 물을 테마로 특수효과를 내었고, 검은색 배경으로 부채 춤을 이용하거나 하였다.

## 무대
2009년 3월 21일, Universal CityWalk에서 첫 무대를 선보였다. 일본 〈2009 MTV Video Music Awards Japan〉에서는 Sean Garrett과 직접 무대를 선보였다.

## 수록곡
1. I Did It For Love (King Britt Main Mix Vox Up)
2. I Did It For Love (King Britt Main Mix)
3. I Did It For Love (King Britt Instrumental)
4. I Did It For Love (King Britt Radio Mix)
5. I Did It For Love (DJ Escape & Johnny Vicious Main Mix)
6. I Did It For Love (DJ Escape & Johnny Vicious Dub Mix)
7. I Did It For Love (DJ Escape & Johnny Vicious Instrumental)
8. I Did It For Love (DJ Escape & Johnny Vicious Acapella)
9. I Did It For Love (DJ Escape & Johnny Vicious Radio Mix)

## 차트 기록
"I Did It For Love"는 빌보드 핫 댄스 클럽 플레이에서 41위 랭크되었다. 이후 19위로 진입했다.

## 차트
| 차트                               | 기록 |
| ---------------------------------- | ---- |
| U.S. Billboard Hot Dance Club Play | 19   |

## 참고
1. ↑  https://itunes.apple.com/WebObjects/MZStore.woa/wa/viewAlbum?id=317511814&s=143441 아이튠즈